# Vogelschutznetz

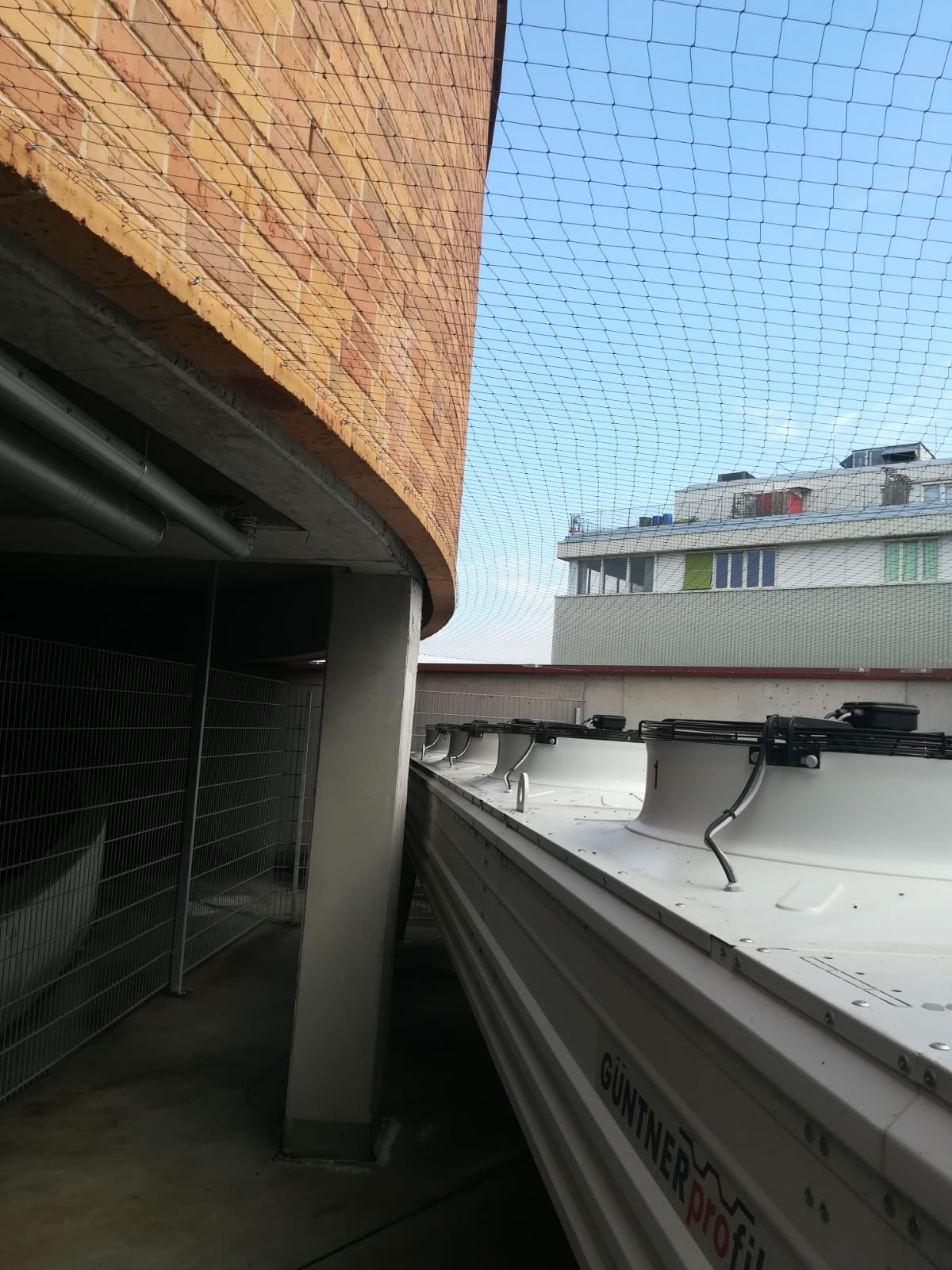
Taubenabwehrnetz entlang einer Fassade zum Schutz einer Klimaanlage

Ein Vogelschutznetz ist ein spezielles Netz, welches aufgrund seiner Beschaffenheit und Beständigkeit geeignet ist, vor allem an Gebäudefassaden, Vordächern, Parkhäusern, Brücken und anderen Bauwerken einen Schutz bzw. Abwehrmechanismus gegen Tauben und andere Vögel zu gewährleisten. Das Vogelschutznetz hindert die Tauben innerhalb dieser Bereiche (z. B. Hohlräume, großflächige Vorsprünge) zu landen und zu nisten. Das Vergrämungsmittel dient also der Taubenabwehr.
Das Netz wird zumeist entlang der Fassade des zu schützenden Bereichs mittels Schrauben und Dübel montiert. Sie gelten in Fachkreisen (neben dem fachgerechten Anbringen von Taubenspikes und  Vogelschutzgitter) als die bisher effektivste Form der Taubenabwehr und im Gegensatz zu vielen Alternativprodukten als tierfreundlich, da die Tauben durch das Abwehrsystem bei sachgemäßer Anbringung nicht getötet und in aller Regel auch nicht verletzt werden.